# Ашиша-ду-Токантинс

Ашиша-ду-Токантинс на карте штата.

Ашиша-ду-Токантинс (порт. Axixá do Tocantins) — муниципалитет в Бразилии, входит в штат Токантинс. Составная часть мезорегиона Западный Токантинс. Входит в экономико-статистический микрорегион Бику-ду-Папагаю. Население составляет  9 275 человек на 2010 год. Занимает площадь 150,213 км². Плотность населения — 61,75 чел./км².

## Демография
Согласно сведениям, собранным в ходе переписи 2010 г. Национальным институтом географии и статистики (IBGE), население муниципалитета составляет:
| Полное население                               | Полное население                               | Полное население                               | Полное население                               | 9 275 |
| ---------------------------------------------- | ---------------------------------------------- | ---------------------------------------------- | ---------------------------------------------- | ----- |
| в том числе:                                   | Городское население                            | 7 621                                          | Процент городского населения, %                | 82,17 |
|                                                | Сельское население                             | 1 654                                          | Процент сельского населения, %                 | 17,83 |
|                                                | Мужское население                              | 4 600                                          | Процент мужского населения, %                  | 49,60 |
|                                                | Женское население                              | 4 675                                          | Процент женского населения, %                  | 50,40 |
| Плотность населения, чел/км²                   | Плотность населения, чел/км²                   | Плотность населения, чел/км²                   | Плотность населения, чел/км²                   | 61,75 |
| Население муниципалитета в % к населению штата | Население муниципалитета в % к населению штата | Население муниципалитета в % к населению штата | Население муниципалитета в % к населению штата | 0,67  |

По данным оценки 2016 года население муниципалитета составляет 9 706 жителей.

## Статистика
- Валовой внутренний продукт на 2003 составляет 13.052.962,00 реалов (данные: Бразильский институт географии и статистики).
- Валовой внутренний продукт на душу населения на 2003 составляет 1.560,43 реалов (данные: Бразильский институт географии и статистики).
- Индекс развития человеческого потенциала на 2000 составляет 0,571 (данные: Программа развития ООН).

## Важнейшие населенные пункты
| № | Населённый пункт   | Населённый пункт (порт.) | Категория | Население чел. (2010) | На карте                       |
| - | ------------------ | ------------------------ | --------- | --------------------- | ------------------------------ |
| 1 | Ашиша-ду-Токантинс | Axixá do Tocantins       | город     | 7621                  | 5°36′57″ ю. ш. 47°46′11″ з. д. |
| 2 | Пекизейру          | Pequizeiro               | поселок   | 424                   | 5°42′01″ ю. ш. 47°44′27″ з. д. |
| 3 | Лагоа-Сан-Салвадор | Lagoa São Salvador       | поселок   | 402                   | 5°38′48″ ю. ш. 47°44′13″ з. д. |
| 4 | Санта-Барбара      | Santa Bárbara            | поселок   | 144                   | 5°40′40″ ю. ш. 47°46′20″ з. д. |
| 5 | Табуа              | Tabua                    | поселок   | 118                   | 5°36′26″ ю. ш. 47°47′41″ з. д. |
| 6 | Анажас             | Anajas                   | поселок   | 111                   | 5°42′12″ ю. ш. 47°46′31″ з. д. |
| 7 | Грота-д'Агуа       | Grota d"Água             | поселок   | 95                    | 5°38′17″ ю. ш. 47°49′38″ з. д. |